# Deidi von Schaewen
Deidi von Schaewen (* 1941 in Berlin) ist eine deutsche Architekturfotografin und Kamerafrau.

## Leben und Werk
Deidi von Schaewen studierte Malerei und Grafikdesign an der Hochschule der Künste Berlin.
Nach Abschluss des Studiums begab sie sich zunächst auf Reisen, wobei sie in Barcelona ihren ersten Auftrag erlangte. In Zusammenarbeit mit dem amerikanischen Architekten Peter Harnden übernahm sie das grafische Design und die Showcases für einen Pavillon für die Expo 67 in Montreal.
Daraufhin reiste sie nach Südspanien und fotografierte dort das damals neue Xanadu Gebäude von Ricardo Bofill. Es entstand ein Austausch zwischen den beiden Künstlern, woraufhin Bofill sie bat, alle seine Gebäude zu fotografieren. Dies bildete die Grundlage zu ihrer Tätigkeit als Architekturfotografin. Ab 1960 fotografierte sie architektonische Werke junger Künstler in Barcelona.
Von Schaewen machte sich einen Namen als internationale Architekturfotografin und Filmemacherin. Sie fotografiert weltweit Interieurs, Gärten und Architektur und erstellt Dokumentationen in Form von Fotos und Filmen.
Ihre Werke wurden seit 1974 international in Museen und Galerien ausgestellt, unter anderem im Musée National d’Art Moderne (1974), Galerie Marian Goodman New York (1975),  Centre Georges-Pompidou (1977), Fondation Miro Barcelona (1982); Printemps de la Photo in Cahors (1994), Biennale d’Art Contemporain de Lyon (2001), Evergreen University, Olympia (2014), Rubin Museum New York (2016–2017).
Als Autorin veröffentlichte sie zahlreiche Bildbände, die teilweise auch in englischer und französischer Sprache erschienen sind. Dabei fotografiert sie jegliche Formen von Architektur: von den afrikanischen Lehmhütten bis zu den modernsten Interieurs sowie Landschaften. Ihre Werke wurden auch in internationalen Zeitschriften wie Vogue, Elle decoration und The World of Interiors abgedruckt.
Von Schaewen lebt heute in Paris.

## Veröffentlichungen Bildbände (Auswahl)
- Eccentric style. Hrsg. Angelika Taschen, Taschen Verlag, Köln 2002, ISBN 978-3-8228-1638-7.
- Lebenskunst in Berlin. Text: Barbara Sichtermann, Ingo Rose, Gerstenberg Verlag, Hildesheim 2002, ISBN 978-3-8067-2889-7.
- Dachterrassen und Balkone. Kleine Oasen über der Stadt. Text: Alexandra d’Arnoux, Bruno de Laubadère, Deutsche Verlags-Anstalt, Stuttgart/München 2002, ISBN 978-3-421-03420-5.
- Paris Style. Text: Christiane Reiter (Hrsg.): Angelika Taschen, Taschen Verlag, Köln 2003, ISBN 978-3-8228-1438-3.
- Safari Style. Hrsg.: Angelika Taschen, Taschen Verlag, Köln 2004, ISBN 978-3-8228-3852-5.
- Indian Interiors. Text: Sunil Sethi (Hrsg.): Angelika Taschen, Taschen Verlag, Köln 2004, ISBN 978-3-8228-3567-8.
- Egypt Style. Text: Christiane Reiter (Hrsg.): Angelika Taschen, Taschen Verlag, Köln 2005, ISBN 978-3-8228-3911-9.
- African Style. Text: Christiane Reiter (Hrsg.): Angelika Taschen, Taschen Verlag, Köln 2005, ISBN 978-3-8228-3917-1.
- African Interiors. Text: Frederic Couderc, Laurence Dougier (Hrsg.): Angelika Taschen, Taschen Verlag, 2008, ISBN 978-3-8365-0870-4.
- Indian Interiors. Text: Sunil Sethi, Taschen Verlag, 2009, ISBN 978-3-8365-0995-4.
- Die schönsten Gärten und Parks in Paris und in der Île de France. Autor: Frank-Maier-Solgk, Deutsche Verlags-Anstalt, München 2013, ISBN 978-3-421-03873-9.
- Gardens in France. Mit Texten von Marie-Francoise Valéry. Hrsg. Angelika Taschen, Taschen Verlag, Köln 2015, ISBN 978-3-8365-5655-2.